# Jonas Ems (Webvideoproduzent)
Jonas Maximilian Ems (* 30. Dezember 1996 in Köln) ist ein deutscher Webvideoproduzent, Autor und  Schauspieler.

## Leben
Jonas Ems wurde am 30. Dezember 1996 in Köln geboren, wo er seine Kindheit verbrachte. Er machte 2015 sein Abitur am Heinrich-Böll-Gymnasium in Troisdorf. Im Jahr 2016 zog er von Köln nach Berlin.
Ems ist Betreiber mehrerer YouTube-Kanäle, des Twitch-Kanals jonasems und eines TikTok-Account mit über 2,7 Millionen Followern (Stand: März 2022). Am 30. Dezember 2021 veröffentlichte er auf seinem Hauptkanal Jonas ein Video mit dem Titel „Das Ende dieses Kanals“. Darin verkündet er das Ende seines YouTube-Kanals in der bisherigen Form.
Ems spielte in dem Kinofilm und der darauf basierenden Webserie Oberucken mit. Seit 2019 erschienen auf Youtube 13 Staffeln der Webserie Krass Klassenfahrt, in der er in den ersten drei Staffeln Kenneth spielte, in Staffel 4, 5, 11, 12 und 13 Mc Larry und später als Cringe Timmy und TJ in Erscheinung trat. In Staffel 10, die im März 2021 begann, spielte er sich selbst. Er schrieb zusammen mit Jonas Wuttke das Drehbuch und führte auch zusammen mit ihm Regie. Des Weiteren veröffentlichte er das Parfüm M96D, seinen selbstgeschriebenen Roman Schattenseite und gründete mit Wuttke das Medienunternehmen Moonvibe. Ab 2020 veröffentlichten er und Wuttke ihre zweite Webserie Villa der Liebe, die mittlerweile sechs Staffeln umfasst. Im Jahr 2021 veröffentlichten sie mit Krass Klassenfahrt – Der Kinofilm eine Kino-Adaption ihrer Webserie. Seit 2022 spielt er im Mystery-Hörspiel-Podcast Forever Club die Rolle von Mike.

## Engagement
Ems setzt sich wiederholt in seinen Videos für Tierschutz ein. 2024 veröffentlichte er etwa mit der Tierrechtsorganisation Aninova ein Video, für das er die Organisation in einen Schweinestall begleitet hatte.

## Filmografie
- 2015: Oberucken (Testepisode)
- seit 2016: CokeTV Deutschland
- 2017: The Voice Kids (als Moderator hinter den Kulissen)
- 2017: Rockstars zähmt man nicht (Fernsehfilm)
- 2018: Das schönste Mädchen der Welt (Kinofilm)
- seit 2019: Krass Klassenfahrt (Webserie)
- seit 2020: Villa der Liebe (Webserie)
- 2021: Krass Klassenfahrt – Der Kinofilm
- 2022: Toxisch
- 2024: Blutige Anfänger: Angst
- 2024: Krass Klassenfahrt – Die neue Generation (Webserie)

## Buchveröffentlichungen
- Peinlich für die Welt. Roman. Verlag Plötz & Betzholz, Berlin 2015, ISBN 978-3-96017-001-3.
- Die andere Verbindung. Verlag Plötz & Betzholz, Berlin 2018, ISBN 978-3-96017-011-2.
- Schattenseite: Tage der Wahrheit. Verlag Plötz & Betzholz, Berlin 2019, ISBN 978-3-96017-053-2.